# 菲律宾樟树
菲律宾樟树（学名：Cinnamomum philippinense）为樟科樟属的植物。分布在台湾、菲律宾等地，生长于海拔1,000米的地区，见于次生林中，目前尚未由人工引种栽培。